# Посадская улица (Кронштадт)
Поса́дская улица — улица в Кронштадте. Соединяет улицы Восстания и Мартынова к востоку от улицы Зосимова и к западу от проспекта Ленина.
Протяжённость улицы — около 1,3 км.

## История
С 1710 по 1904 год называлась Посадской, с 1904 года — Михайловской улицей, 2 ноября 1918 года переименована в улицу Урицкого. Историческое название Посадская возвращено 28 декабря 1999 года.

## География
Посадская улица пролегает с севера на юг (по нумерации домов), соединяя улицы Восстания и Мартынова между улицей Зосимова и проспектом Ленина. Пересекает с севера на юг: Владимирскую, Гражданскую, Большевистскую улицы, улицу Всеволода Вишневского, улицу Александра Попова, Андреевскую улицу, улицу Велещинского, улицу Сургина.

## Здания и сооружения
По нечётной стороне
- № 5 — жилой дом, 2-я половина XIX века
- № 9/36 (угол с Владимирской улицей) — жилой дом, конец XIX века
- № 13/17 (угол с Гражданской улицей) — жилой дом, конец XIX века
- № 15 — жилой дом купца Гордеева, 1 половина XIX века
- № 17/14 (угол с улицей Всеволода Вишневского) — жилой дом, 2 половина XIX века
- № 19 — жилой дом именитого гражданина Пароского, построен ранее 1807 г.
- № 21 — дом причта Андреевского собора, XIX век. В доме жил Иоанн Кронштадтский, с 1999 года действует его музей.
- № 23 — жилой дом купца П. Назовцева, 1866 год, архитектор Ф. И. Трапезников
- № 33 — жилой дом XIX века (существовал к 1890 г.)
- № 35 (пересечение с улицей Велещинского) — жилой дом, 1800—1807 годы[3]. Здесь жил в 1895—1901 гг. учёный А. С. Попов
- № 41 — жилой дом купчихи Калмыковой, 1864 год
- № 43 — жилой дом купца С. Громова, 1831—1832 гг., ныне детский сад № 1
- № 45 — жилой дом, 1825—1848 годы

По чётной стороне
- № 4 — жилой дом, XIX век
- № 8/36 — жилой дом купца Я. Ивакинского, 1833—1840 годы
- № 10/51 — жилой дом купца В. Мурашёва, 1840 год
- № 16 — жилой дом, XIX век
- № 20/7 — жилой дом крестьянина Г. Горшкова, 1838—1840 годы
- № 34 — жилой дом, между 1825—1848 годами
- № 38 — жилой дом купца В. Аркадьева, 1863 год, архитектор Г. Гартунг
- № 40 — жилой дом, 1-я половина XIX века
- № 54 — дом Вестфалена, 1834 г., архитектор Ф. И. Трапезников